# Моченок
Моченок (слч. Močenok) насељено је мјесто са административним статусом сеоске општине (слч. obec) у округу Шаља, у Њитранском крају, Словачка Република.

## Становништво
| Година:    | 1994. | 2004.   | 2014.   | 2024.   |
| ---------- | ----- | ------- | ------- | ------- |
| Број људи: | 4246  | 4319    | 4288    | 4306    |
| Разлика:   |       | +1,71 % | -0,71 % | +0,41 % |

| Година:    | 2023. | 2024.   |
| ---------- | ----- | ------- |
| Број људи: | 4316  | 4306    |
| Разлика:   |       | -0,23 % |

Према подацима о броју становника из 2024. године насеље је имало 4306 становника.